# Eremurus alaicus
Eremurus alaicus là một loài thực vật có hoa trong họ Thích diệp thụ. Loài này được Khalk. miêu tả khoa học đầu tiên năm 1985.